# Сирмионе
Сирмионе је насеље у Италији у округу Бреша, региону Ломбардија.
Према процени из 2011. у насељу је живело 6818 становника. Насеље се налази на надморској висини од 91 м.

## Становништво
Према резултатима пописа становништва 2011. у општини је живело 7.438 становника.
| 1951. | 1961. | 1971. | 1981. | 1991. | 2001. | 2011. |
| ----- | ----- | ----- | ----- | ----- | ----- | ----- |
| 1.961 | 1.961 | 3.402 | 4.511 | 5.240 | 6.534 | 7.438 |